# Callistopopillia lurida
Callistopopillia lurida – gatunek chrząszcza z rodziny poświętnikowatych, podrodziny rutelowatych i plemienia Anomalini.
Gatunek ten został opisany w 1917 przez Johna Gilberta Arrowa.
Ciało długości od 10 do 13 mm i szerokości od 5,5 do 7 mm, owalne, bardzo gładkie i błyszczące z wierzchu, a pod spodem i na odnóżach szarawo owłosione. Ubarwienie stalowoniebieskie lub zielonkawoczarne z tarczką, pokrywami oprócz krawędzi, udami i częściowo goleniami oraz spodem miedziano-czerwonymi. Głowa gęsto, z wyjątkiem ciemienia, pomarszczona z szeroko półokrągłym nadustkiem. Przedplecze o kątach przednich tępych i nieco wystających, tylnych ostrych, a bokach kanciastych pośrodku, prawie prostych przed kantem i nieco wklęsłych za nim. Boki pygidium nieregularnie punktowane. Na pokrywach drobne, prawie zanikające punktowanie tworzy słabo wgłębione linie. Śródpiersie tworzy kwadratową blaszkę.
Chrząszcz endemiczny dla północnych Indii.